# مارجوري بيترز
مارجوري بيترز (بالإنجليزية: Marjorie Peters) هي لاعب كرة قاعدة أمريكية، ولدت في 11 سبتمبر 1918 في غرينفيلد في الولايات المتحدة، وتوفيت في 1 أبريل 2016 في وست ألس في الولايات المتحدة.